# Арзан
Арзан (фр. Arzens) насеље је и општина у јужној Француској у региону Лангдок-Русијон, у департману Од која припада префектури Каркасон.
По подацима из 2011. године у општини је живело 1.156 становника, а густина насељености је износила 54,76 становника/km². Општина се простире на површини од 21,11 km². Налази се на средњој надморској висини од 181 метар (максималној 425 m, а минималној 125 m).

## Демографија
| 1962. | 1968. | 1975. | 1982. | 1990. | 1999. | 2011. |
| ----- | ----- | ----- | ----- | ----- | ----- | ----- |
| 943   | 966   | 833   | 933   | 971   | 1.003 | 1.156 |

График промене броја становника у току последњих година